# Jean Ier Orsini
Jean Ier Orsini (italien : Giovanni Orsini) fut comte palatin de Céphalonie et de Zakynthos de 1303 ou 1304 jusqu'à sa mort en 1317. Marié à une princesse épirote, Jean passa une décennie à la cour d'Épire avant de succéder à son père, Richard Orsini, comme comte palatin. En tant que vassal de la principauté d'Achaïe, il fut impliqué dans ses affaires intérieures et en particulier dans le conflit dynastique entre l’infant Ferdinand de Majorque et la princesse Mathilde de Hainaut en 1315-1316, et participa à un certain nombre de campagnes latines contre l'Épire, qu'il aspirait à gouverner. Un an après sa mort, son fils et héritier Nicolas Orsini s'empara de l'Épire et plaça le despotat sous la domination de la famille Orsini.

## Biographie
Jean est le fils unique de Richard Orsini, comte palatin de Céphalonie et de Zakynthos, qui à son tour est considéré comme le fils (ou peut-être le petit-fils) du comte Matthieu Orsini, et une fille du sébastokrator Jean Comnène Doukas, souverain de Thessalonique.
En 1292, il épouse Marie, la fille du despote Nicéphore Ier Comnène Doukas, souverain de l'Épire. Marie avait été envoyée en otage à Céphalonie pour assurer la loyauté de Nicéphore envers les princes latins lorsque Richard et les forces de la principauté d'Achaïe faisaient campagne en Épire pour aider à lever le siège byzantin de Ioannina. Après que les Byzantins sont repoussés, Richard, sans consulter Nicéphore, organise le mariage de Jean avec Marie. Cela suscite l'indignation de Nicéphore, qui n'est apaisée qu'en 1295, lorsque le jeune couple vient vivre à sa cour. Là, Jean gagne l'affection de son beau-père, au point qu'il lui accorde la possession de l'île de Leucade. Richard avait promis, mais ne l'a probablement jamais fait, de céder également l'île voisine d'Ithaque au couple. Jean et Marie restent à la cour d'Épire jusqu'à la mort accidentelle du comte Richard en 1303 ou 1304,.
Après la mort de Richard, Jean est immédiatement engagé dans une bataille juridique avec sa belle-mère, la seconde épouse de Richard, Marguerite de Villehardouin, au sujet de son héritage : Marguerite revendique le fief de Katochi en Épire, ainsi que des biens mobiles pour la somme de 100 000 hyperpyra d'or tirés des possessions de Richard. Initialement, le suzerain de Jean, le prince d'Achaïe Philippe de Savoie, tranche en sa faveur, surtout après que Jean lui ait fait un « cadeau » de 3 656 livres lorsqu'il lui jure fidélité le 7 avril 1304. Marguerite sollicite alors l'aide du puissant maréchal d'Achaïe, Nicolas III de Saint-Omer, toujours prêt à s'opposer au gouvernement autoritaire de Philippe. Finalement, après une violente querelle entre Nicolas et les partisans du prince, un compromis est trouvé selon lequel John paye à Marguerite la somme de 20 000 hyperpyra,. La Chronique de Morée rapporte également un autre épisode de querelle entre Saint-Omer et Jean : Saint-Omer était marié à la sœur de Jean, Guillerme, mais la négligeait et la gardait confinée dans son château, jusqu'à ce que Jean fasse en sorte qu'un de ses proches, Guillaume Orsini, l'enlève de nuit et l'amène à Céphalonie.
Peu après son avènement, à l'été 1304, Jean et Philippe de Savoie reçoivent l'ordre du roi Charles II de Naples d'attaquer l'Épire, où la princesse byzantine Anna Paléologue Kantakouzene, mère et régente du despote mineur Thomas Ier Comnène Doukas, avait refusé de réaffirmer la vassalité des Épirotes envers Naples et faire cause commune avec l'Empire byzantin. Jean fait campagne en Épire aux côtés d'un important contingent achéen, mais leur siège de la capitale épirote, Arta, échoue et les alliés se retirent. Alors que Charles II reste déterminé à répéter l'offensive l'année suivante, Anna réussit à soudoyer Philippe pour qu'il reste en Morée. Philippe refuse de faire campagne sous prétexte de tenir un grand parlement à Corinthe, où étaient réunis tous les barons et vassaux de la principauté, dont Jean,. En conséquence, Charles II dépose Philippe de Savoie et transfère la principauté directement à son propre fils, Philippe de Tarente. Le nouveau prince lance une autre invasion de l'Épire en 1307, qui échoue en raison de l'apparition d'une maladie parmi les troupes latines, mais réussit à arracher quelques concessions territoriales à Anna. Selon la version aragonaise de la Chronique de Morée, Jean a non seulement participé à cette deuxième expédition, mais il l'a activement incitée, peut-être dans l'espoir de remplacer Thomas à la tête de l'Épire,.
En 1315, l'Infant Ferdinand de Majorque envahit la Morée et tente de s'emparer du trône princier vacant aux droits de son épouse, Isabelle de Sabran. Comme la plupart des barons et vassaux d'Achaïe, Jean le soutient au début, mais revient ensuite prendre parti pour l'héritière légitime, la princesse Mathilde de Hainaut, et à son mari Louis de Bourgogne, lorsqu'ils arrivent en Morée au début de 1316. Lors de la bataille décisive de Manolada, le 5 juillet 1316, Jean dirige la première ligne de l'armée loyaliste. Poussé par la rage face à la trahison de Jean, et face aux mauvais traitements qu'il a infligés à Marguerite de Villehardouin, la belle-mère de Ferdinand, l'Infant lance un assaut furieux. Dans la mêlée qui en résulte, Ferdinand est tué et ses partisans mis en déroute,. À peine un mois plus tard, Louis de Bourgogne décède à l'âge de 18 ans, apparemment des suites d'une maladie. Cependant, une source pro-catalane affirme que Louis a été empoisonné par Jean,,.
Jean meurt en 1317 et il est remplacé par son fils aîné Nicolas, qui, l'année suivante, réussit à transformer les ambitions épirotes de son père en réalité : il assassine son oncle, le despote Thomas, et prend sa place, plaçant l'Épire sous la domination des Orsini.

## Généalogie
|  |                               |  |  |  |  |  |  |  |  |  |  |  |  |  |  |  |
|  | 4. Matteo Orsini              |  |  |  |  |  |  |  |  |  |  |  |  |  |  |  |
|  |                               |  |  |  |  |  |  |  |  |  |  |  |  |  |  |  |
|  |                               |  |  |  |  |  |  |  |  |  |  |  |  |  |  |  |
|  | 2. Riccardo Orsini            |  |  |  |  |  |  |  |  |  |  |  |  |  |  |  |
|  |                               |  |  |  |  |  |  |  |  |  |  |  |  |  |  |  |
|  |                               |  |  |  |  |  |  |  |  |  |  |  |  |  |  |  |
|  | 20. Constantin Ange           |  |  |  |  |  |  |  |  |  |  |  |  |  |  |  |
|  |                               |  |  |  |  |  |  |  |  |  |  |  |  |  |  |  |
|  |                               |  |  |  |  |  |  |  |  |  |  |  |  |  |  |  |
|  | 10. Jean Doukas               |  |  |  |  |  |  |  |  |  |  |  |  |  |  |  |
|  |                               |  |  |  |  |  |  |  |  |  |  |  |  |  |  |  |
|  |                               |  |  |  |  |  |  |  |  |  |  |  |  |  |  |  |
|  | 21. Theodora Comnène Angelina |  |  |  |  |  |  |  |  |  |  |  |  |  |  |  |
|  |                               |  |  |  |  |  |  |  |  |  |  |  |  |  |  |  |
|  |                               |  |  |  |  |  |  |  |  |  |  |  |  |  |  |  |
|  | 5. fille de Jean Doukas       |  |  |  |  |  |  |  |  |  |  |  |  |  |  |  |
|  |                               |  |  |  |  |  |  |  |  |  |  |  |  |  |  |  |
|  |                               |  |  |  |  |  |  |  |  |  |  |  |  |  |  |  |
|  | 11. Zoe Doukaina              |  |  |  |  |  |  |  |  |  |  |  |  |  |  |  |
|  |                               |  |  |  |  |  |  |  |  |  |  |  |  |  |  |  |
|  |                               |  |  |  |  |  |  |  |  |  |  |  |  |  |  |  |
|  | 1. Jean Ier Orsini            |  |  |  |  |  |  |  |  |  |  |  |  |  |  |  |
|  |                               |  |  |  |  |  |  |  |  |  |  |  |  |  |  |  |
|  |                               |  |  |  |  |  |  |  |  |  |  |  |  |  |  |  |
|  | 3. Inconnue                   |  |  |  |  |  |  |  |  |  |  |  |  |  |  |  |
|  |                               |  |  |  |  |  |  |  |  |  |  |  |  |  |  |  |
|  |                               |  |  |  |  |  |  |  |  |  |  |  |  |  |  |  |

De son mariage avec Marie Comnène Doukas, Jean eut quatre enfants :
- Nicolas Orsini
- Jean II Orsini
- Guy Orsini
- Marguerite, maitresse de la moitié de l'île de Zakynthos, épousa Guglielmo Tocco[2]